# Arthuriomyces rubicola
Arthuriomyces rubicola är en svampart som beskrevs av J.Y. Zhuang & S.X. Wei 1993. Arthuriomyces rubicola ingår i släktet Arthuriomyces och familjen Phragmidiaceae.   Inga underarter finns listade i Catalogue of Life.